# Peter Prevc
Peter Prevc (Kranj, 20 de septiembre de 1992) es un deportista esloveno que compitió en salto en esquí. Sus hermanos Cene, Domen y Nika compiten en el mismo deporte.
Participó en cuatro Juegos Olímpicos de Invierno, entre los años 2010 y 2022, obteniendo en total cuatro medallas, dos en Sochi 2014, plata en el trampolín normal individual y bronce en el trampolín grande individual, y dos en Pekín 2022, oro en el trampolín normal por equipo mixto (junto con Nika Križnar, Timi Zajc y Urša Bogataj) y plata en el trampolín grande por equipo (con Lovro Kos, Cene Prevc y Timi Zajc).
Ganó tres medallas en el Campeonato Mundial de Esquí Nórdico, en los años 2011 y 2013.

## Palmarés internacional
| Juegos Olímpicos   | Juegos Olímpicos       | Juegos Olímpicos  | Juegos Olímpicos |
| Año                | Lugar                  | Medalla           | Prueba           |
| ------------------ | ---------------------- | ----------------- | ---------------- |
| 2014               | Sochi (Rusia)          | Medalla de plata  | TN individual    |
| 2014               | Sochi (Rusia)          | Medalla de bronce | TG individual    |
| 2022               | Pekín (China)          | Medalla de oro    | TN equipo mixto  |
| 2022               | Pekín (China)          | Medalla de plata  | TG por equipo    |
| Campeonato Mundial |                        |                   |                  |
| Año                | Lugar                  | Medalla           | Prueba           |
| 2011               | Oslo (Noruega)         | Medalla de bronce | TG por equipo    |
| 2013               | Val di Fiemme (Italia) | Medalla de plata  | TG individual    |
| 2013               | Val di Fiemme (Italia) | Medalla de bronce | TN individual    |